# پولسکی ایزوور
پولسکی ایزوور (به بلغاری: Polski Izvor) یک منطقهٔ مسکونی در بلغارستان است که در شهرستان کامنو واقع شده‌است.